# Mòng biển đuôi đen
Mòng biển đuôi đen (danh pháp hai phần: Larus crassirostris) là một loài mòng biển thuộc họ Mòng biển (Laridae).
Mòng biển đuôi đen phân bố ở Đông Á, bao gồm Trung Quốc, Đài Loan, Nhật Bản và Triều Tiên, nó lang thang đến tận Alaska và đông bắc Bắc Mỹ. Mòng biển đuôi đen trưởng thành có thân dài đến 46, sải cánh dài 126-128, cân nặng. Loài này có chân màu vàng và đốm đen cuối mỏ. Nó cần 4 năm để có bộ lông chim trưởng thành. Thức ăn của chúng gồm cá nhỏ, ốc, giáp xác và xác chết. Nó thường bay theo tàu đánh cá và tàu. Nó có cướp thức ăn từ các chim biển. Nó làm tổ theo quần thể vào giữa tháng 4. Mỗi tổ 2-3 quả trứng và ấp trong 24 ngày.